# Casti
Pour les articles ayant des titres homophones, voir Casty et Kasti.
Casti est une localité et une ancienne commune suisse du canton des Grisons, située dans la région d'Albula.

## Histoire
Occupé au moins depuis le Haut Moyen Âge (comme en témoignent les restes d'une fortification découverte sous l'église), le village de Casti, située dans la vallée de Schams, est habité depuis le début du XIIIe siècle et mentionné sous la forme d'une commune de paysans libre en 1204. L'évêque de Coire acquiert ensuite les droits féodaux sur le village, puis les revend avant de les récupérer brièvement entre 1456 et 1458.
En 1851, le village est érigé en commune. Celle-ci fusionnera avec sa voisine de Wergenstein le 1er janvier 1923 pour former la commune de Casti-Wergenstein puis Muntogna da Schons en 2021.

## Patrimoine bâti
L'église réformée du village est inscrite comme bien culturel d'importance régionale.